# Altamira (Pará)
Altamira è un comune del Brasile nello Stato del Pará, parte della mesoregione del Sudoeste Paraense e della microregione di Altamira.

## Geografia fisica
Con una superficie di 159 533,730 km² è il comune brasiliano più esteso, superando vari paesi come il Portogallo, l'Islanda, l'Irlanda e la Svizzera oltre a essere il terzo più esteso della Terra.
Al comune appartiene la località di Castelo de Sonhos, distante 1 000 chilometri dal capoluogo. Si tratta della massima distanza tra una località e il suo capoluogo in tutto il Brasile.